# Podílový fond
Podílový fond je nástrojem, který se využívá k investičním operacím. Jedná se o jednu z možných právních forem pro investiční fond. Podílový fond je souborem majetku. Rozděluje se do několika kategorií, podle účelu, obsahu a dalších faktorů. Podílový fond nemá na rozdíl od investičního fondu právní subjektivitu. Je spravován investičními společnostmi, které řídí jejich fungování. Základní jednotkou fondu je podílový list, držitel podílových listů (investor) se nazývá podílníkem fondu. Otevřený podílový fond má oproti jiným formám investování řadu vlastností, které umožňují jeho použití ve velmi širokém okruhu investorů.
První podílový fond vznikl v roce 1774 pod názvem "V jednotě je síla" v dnešním Nizozemsku.

## Důvody použití podílových fondů
- Neomezené množství emitovaných podílových listů
- Neomezená časová působnost fondu – fond se zakládá obvykle na dobu neurčitou
- Profesionální správa majetku – investor nemusí sledovat vývoj trhů, protože se o jeho majetek stará profesionální správce [2]
- Volný vstup a výstup – podílník může kdykoliv do fondu vstoupit i vystoupit (nechat odkoupit podílové listy) za tržní cenu
- Možnost diverzifikace rizik – fond obvykle obsahuje široké spektrum aktiv, tím pádem problémy spojené s jedním cenným papírem nemusí postihnout celou investici výrazným způsobem
- Nízké vstupní bariéry - možnost začít s malým kapitálem i pravidelných investic, na rozdíl od individuálního investování není potřeba vysoké vstupní částky.[3]
- Sdružovací efekt – díky velkému množství kapitálu fondu a investorů může i malý investor participovat na výnosech cenných papírů, které by díky omezenému jmění nemohl nakoupit

## Základní rozdělení podílových fondů

### Podle obsahu
1. Akciové – fondy, jejichž obsahem je převážná většina akciových titulů. Dlouhodobě jsou tyto fondy výnosnější, ale kolísavost – volatilita – investice je vyšší.[4]
2. Smíšené – fondy, které jsou zpravidla namíchány z méně volatilních akcií a rizikovějších dluhopisů. Poměr akcií bývá větší.
3. Dluhopisové – fondy, které investují do dluhopisů. Fondy mohou být zaměřeny na státní dluhopisy, korporátní či spekulativní dluhopisy, dluhopisy emitované státy z rozvinutých či rozvíjejících se ekonomik, nebo jejich kombinace.[5]
4. Fondy peněžního trhu – obsahují dluhové cenné papíry s kratší splatností, pokladniční poukázky, depozitní certifikáty, tedy instrumenty se splatností do 1 roku. Výnos fondu je silně spjat s vývojem úrokových sazeb. Jejich doménou je prakticky nulová kolísavost, jejich výnosy jsou ovšem nízké. Často jsou používány jako alternativy bankovních produktů.[6]
5. Nemovitostní – fondy, které shromáďěné peníze od investorů používají k nákupu, správě a prodeji nemovitostí (domy, byty, kanceláře a komerční prostory). Cílem je generovat zisk z pronájmu nebo zvýšení hodnoty nemovitostí. Tyto fondy zpravidla nekorelují s akciovými indexy, mohou tedy být vhodným zajišťovacím prvkem investičního portfolia. [7]
6. Komoditní – základním stavebním kamenem bývají cenné papíry (deriváty, certifikáty apod.) navázané na komodity, méně častěji i komodity jako takové. Zvláštností oproti ostatním produktům je stejně jako v předchozí skupině nízká korelace se zbytkem trhu. Bývají rizikovější. Zpravidla je lze rozdělit ještě na 3 podskupiny – fondy zemědělských produktů, technologických surovin a drahých kovů. Často bývají doplňky rozsáhlejších portfolií
7. Fondy fondů – místo konkrétních aktiv (akcií, dluhopisů..) nakupuje do svého portfolia podílové listy jiných fondů, takže tím dochází v podstatě k diverzifikaci na druhou.[8] Zpravidla menší riziko, ale vysoká poplatková zátěž (zdvojení poplatků)[9]
8. Devizové – fond drží měny dle konkrétní strategie. Jejich používání není příliš rozšířené
9. Strukturované – kombinuje různé typy investic do strukturovaných produktů, které mohou zahrnovat dluhopisy, deriváty a další složitější finanční nástroje. Tyto fondy mohou být navrženy pro specifické investiční strategie nebo určité tržní podmínky.[10]

### Podle investiční strategie
1. Teritoriálně zaměřené – např. evropské, americké, asijské, popř. vztahující se přímo ke konkrétní zemi (např. Itálie), velice oblíbené jsou např. fondy rozvíjejících se ekonomik. Diverzifikace je zde nižší – vyšší riziko.
2. Sektorové – sledují určitý ekonomický sektor (finance, moderní technologie, značky zaměřené na luxusní zboží...). Nižší diverzifikace, vyšší riziko.
3. Fondy sledující určitou myšlenku, etické fondy – např. fondy ekologické (nakupují cenné papíry společností, které vyrábějí zdraví šetrné produkty atd.)
4. Fondy velkých hráčů (en:Blue Chips (stock market) fondy) – investují do renomovaných značek (Pepsi, Microsoft, HSBC, Ford Motor Company...) – zpravidla bezpečnější akciové investice
5. Fondy rozvíjejících se ekonomik – fondy zaměřené na lokality s dlouhodobě velice vysokým potenciálem růstu. Mohou být buď celosvětové (manažer tak dostává větší volnost při výběru cenných papírů k nákupu, na druhou stranu lze hůře tvořit cílenou investiční strategii), nebo lokální. Tyto investice jsou v krátkých obdobích velice volatilní a velice snadno podléhají tržním výkyvům, je tedy potřeba počítat s dlouhým investičním horizontem.
6. Fondy typu Total Return/Absolute Return – snahou je udržení hodnoty i v nepříznivých podmínkách na trzích, na toto se ale nelze vždy spolehnout
7. Dividendové fondy – fondy, jejichž hlavním úkolem je poskytovat investorovi pasivní příjem z dividendového výnosu akcií, popř. z úroků dluhopisů. Investor tedy získává příjem nikoliv pouze při prodeji cenných papírů, ale i v celém průběhu jejich držení. Ostatní typy fondů lze označit jako akumulační nebo reinvestiční fondy; dividendové výnosy v těchto fondech jsou opět investovány. Obsahem fondu bývají dluhopisy, které průběžně vyplácejí úrok a akcie, které dlouhodobě přinášejí vysoké dividendy
8. Chráněné fondy – fondy, které jsou zajištěny speciálními instrumenty a deriváty. Jedná se o tzv. „zaklikávací“ fondy, které jsou obvykle určeny k předem neurčenému horizontu investice, nebo k časově vymezenému cíli. Tyto fondy mají tzv. garanta, který ručí za splnění závazků vyplývajících z garance. V naprosté většině případů je garantovaná vložená částka, u některých produktů je garantovaný i minimální výnos. Zaklikávací fondy mají koncepci „schodů“ – při dosažení nového maxima ceny se stanoví nová garanční hranice. U těchto produktů je potřeba až na výjimky počítat s omezením výkonnosti, protože garance bývá dost nákladná.
9. Fondy životního cyklu – investiční strategie, které kopírují životní cyklus člověka a zajišťují, že ke konci doby investování nebude kapitál ovlivněn rozsáhlými tržními výkyvy. Zpravidla fungují tak, že investiční program životního cyklu postupně přestupuje mezi předem nastavenými podfondy, v nichž je odstupňované riziko podle doby, která zbývá do konce horizontu. Bývají využívány k důchodovému plánování

### Podle cílové skupiny investorů
1. Mass retail fondy – fondy určené pro širokou veřejnost; obvykle se vyznačují nízkými limity pro minimální investice, což je dělá dostupnými i pro velice malé investory
2. Fondy pro institucionální investory – fondy určené pro korporace a orgány státní správy. Umožňují vhodně ukládat a zhodnocovat finanční rezervy nebo např. diverzifikovat rizika vlastního podnikání. Zpravidla se vyznačují vyššími minimálními částkami pro investice
3. Fondy kvalifikovaných investorů – specifická kategorie fondů. Vzhledem k platné legislativě lze tyto produkty využít k profinancování příležitostí, které by klasické produkty nedokázaly pojmout. Díky těmto nástrojům tak lze investovat např. do umění, veteránů, vína nebo dalších investičních či podnikatelských příležitostí. Základní podmínky fondu kvalifikovaných investorů:
  1. Minimálně 2, maximálně 100 investorů
  2. Minimální investice jednoho podílníka je 1 mil. Kč

Fondy kvalifikovaných investorů mívají často charakter neveřejných nabídek, nebývají tedy k dispozici široké veřejnosti

### Podle způsobu řízení
1. Aktivně řízené fondy – strategie fondu se přizpůsobuje podle trhu. V průběhu investice manager fondu sleduje investiční příležitostí a přizpůsobuje jím strukturu majetku fondu. Tyto fondy se obecně vyznačují znatelně vyššími náklady na správu
2. Pasivně řízené fondy – opakem předchozího. Předem je určena strategie, které se dosahuje především modelem „buy & hold“ – „kup a drž“. Změny ve struktuře majetku jsou minimální; nevýhodou mohou být velké propady ceny, které nelze včas zachytit.
3. Indexové fondy – fondy zaměřené na sledování určitého indexu a dosahování podobných výsledků (např. Eurostoxx 50, Dow Jones, popř. odvozené)

## Statut fondu
- základní dokument, který upravuje fungování fondu a jeho strategii. Na jeho dodržování dohlíží depozitář a regulátor – v Česku Česká národní banka. Je nezbytnou součástí každého podílového fondu

### Údaje, které by ve statutu neměly chybět
1. Osoby, které zajišťují fungování fondu (depozitář, správce fondu, dohlížející subjekt, auditor...)
2. Registrace fondu (místo, datum)
3. Způsob a frekvence ohodnocování
4. Investiční strategie a způsob, jakým jí bude dosahováno
5. Metody garance (je li použita)
6. Rizikový profil investice a investora
7. Poplatky spojené s fondem
8. Rozsah aktiv a instrumentů, s kterými může fond disponovat
9. Upozornění na rizika spojená s konkrétním fondem

## Oceňování fondů, NAV
Aby bylo možné mít přehled o výsledcích fondu, je potřeba pravidelně ohodnocovat majetek fondu. Standardně se používá metoda prostého sčítání cen aktiv – sečteme aktuální tržní ceny aktiv a součet (NAV) vydělíme počtem emitovaných podílových listů. Tak dostaneme aktuální cenu podílového listu. Na rozdíl od investičního fondu nemá na cenu podílového listu vliv poptávka a nabídka po fondu – tj. investor není ohrožen diskontním rizikem.
1. NAV – Net Asset Value – čisté jmění fondu = aktuální tržní hodnota veškerých aktiv fondu očištěná od poplatků a dalších nákladů
2. Frekvence oceňování závisí na struktuře majetku fondu, způsobu řízení a zvolené strategii manažera. Standardně se setkáváme s denním oceňováním, dvou či třídenním oceňováním, popř. týdenním. Některé fondy se oceňují i několikrát denně, indexové fondy se zpravidla oceňují po skončení obchodování na konkrétní burze.

Fondy s méně likvidním majetkem (reality, fondy kvalifikovaných investorů, umění...) se oceňují méně často, protože ocenění provází vysoké náklady a trh s těmito aktivy není tolik pružný, aby bylo např. denní oceňování smysluplné.

## Legislativní úprava v Česku
V České republice se investování a fungování podílových fondů řídí Zákonem č. 240/2013 Sb. o investičních společnostech a investičních fondech a zákonem č. 256/2004 Sb., o podnikání na kapitálovém trhu. Na dodržování legislativy a konkrétních statutů dohlíží Česká národní banka. Jakýkoliv podílový fond určený k distribuci na území ČR musí být notifikován u ČNB. Licenci ČNB musí mít i další subjekty, které s podílovými fondy přijdou do styku – tj. investiční poradci, zprostředkovatelé a investiční společnosti, popř. obchodníci s cennými papíry

## Daňová problematika
1. Fyzické osoby – fyzické osoby jsou dle zákona osvobozeny od daně z příjmu z výnosu cenných papírů, jsou-li drženy alespoň 6 měsíců (od ledna 2014 3 roky)
2. Právnické osoby – právnické osoby jsou zdaněny klasickou sazbou dle zákona o dani z příjmu
3. Fond – výnosy fondu registrovaného v ČR jsou zdaněny sazbou 5% (FO osvobození od daně za předpokladu, že investice bude minimálně na 6 měsíců – od ledna 2014 3 roky). Díky tomu registruje řada institucí své fondy v jiných zemích, kde je daňové zatížení fondů menší – viz Daňový ráj

## Poplatky v souvislosti s investováním do podílových fondů
- Vstupní – hradí náklady na nákup a úpis podílových listů, odměny zprostředkovateli. Pohybuje se mezi 0–5 %
- Manažerský (za správu) – průběžný poplatek, který si manažer strhává každý rok z majetku fondu. Závisí na druhu investice a způsobu řízení fondu (aktivní strategie jsou obecně nákladnější). Pohybuje se obecně mezi 0–2 % ročně.
- Výstupní – není až tak běžný, vyskytuje se především u projektového financování a u zajištěných fondů. Pokrývá dodatečné náklady, které má správce s předčasným odstupem investora.
- Success fee – Umožňuje správci participovat na nadstandardním výnosu fondu. Pro investora může být zavedení tohoto poplatku dobrou zprávou – manažer je tak silněji motivován k dobrým výsledkům fondu a je zde omezen morální hazard správce. Určuje se v procentech z výnosu nad stanovenou mez.

## Bezpečnostní opatření
- Garance likvidity – podílník je v jakékoliv chvíli oprávněn své podíly prodat za tržní cenu zpět emitentovi
- Nemožnost krachu – vzhledem k tomu, že podílový fond nemá právní subjektivitu, nemůže ani zkrachovat
- Transparentní operace – podílník je předem seznámen s tím, jak bude s jeho prostředky naloženo – na rozdíl od bankovních produktů. Podílník je vystaven řadě rizik např. kreditnímu riziku

- Dodržování statutu – na dodržování statutu fondu dohlíží jak depozitář, tak regulátor (ČNB)
- Čínská zeď – oddělení majetku investorů od správce

Správce vydává doporučení, která jsou poté realizována. Správce sám nemá možnost s prostředky fondu nakládat a jeho majetek je právně oddělen od majetku podílníků.
Majetek fondu je uložen u depozitáře – banky se speciální licencí. Ani depozitář nemá možnost s prostředky fondu pracovat (půjčovat je, zastavovat je apod.). Tento majetek je veden na speciálním účtu, který nepodléhá standardním pravidlům pro výkon činnosti bank. V případě krachu správce se vybere nový správce a fond pokračuje ve své činnosti. V případě krachu depozitáře se majetek fondu buď rozprodá a vyplatí se investoří, popř. se převede k jinému depozitáři. Pravidla v konkrétních případech stanovuje Zákon o investičních společnostech a investičních fondech

## Základní pravidla pro výběr podílového fondu
Při výběru podílových fondů by se investor měl řídit základními pravidly investování na kapitálovém trhu. Investor by měl vždy zvážit veškerá rizika, která může daná investice přinést – např. politické riziko, riziko nemožnosti repatriace kapitálu, měnové, kurzové či úrokové riziko, riziko snížené likvidity a další případná rizika – viz Riziko. O těchto rizicích by investora vždy měl podrobně informovat zprostředkovatel. Při tvoření investičního plánu lze také využít odborných služeb finančního či investičního poradce, který klientovi může pomoci postavit portfolio podle možností a účelu investice. Poradce také s klientem zpracuje analýzu či investiční dotazník.
Další pravidla pro investování:
1. Magický investiční trojúhelník – určuje vztahy mezi rizikem investice, výnosem a její likviditou
2. Určení investičního účelu – toto je jedna z nejdůležitějších věcí, které je potřeba před investicí provést. Jinak budeme investovat s účelem naspoření prostředků na penzi a jinak budeme pracovat s krátkodobou finanční rezervou
3. Investiční pyramida – částečně vychází z předchozího bodu. V první pyramidě jsou podle důležitosti pod sebe postaveny pravidelné náklady investora (dole nejnutnější, nahoře zbytné), v druhé depozita (dole nejbezpečnější, nahoře nejrizikovější). V ideálním portfoliu by nikdy neměly být nejrizikovější investice zastoupeny většinovým podílem.
4. Zkušenosti se správcem – historie a doba existence společnosti, stejně tak jako její jméno mohou být dobrým vodítkem při výběru správce
5. Minulé výsledky fondu – ač nemusí být garancí budoucích výnosů, slouží jako orientační obrázek o fungování fondu a kvalitě jeho správy
6. Daňová hlediska – obsah majetku fondu i místo jeho registrace může mít značný vliv na to, kolik z celkového výnosu zaplatíme na daních
7. Poplatková problematika – vysoké poplatkové zatížení může znatelně zredukovat náš výnos. Často najdeme na trhu dva podobné fondy s minimálními rozdíly ve výsledcích, ale se znatelnými rozdíly v poplatcích. Občas můžeme najít i ten samý fond u jednoho obchodníka s nižším poplatkem než u jiného.

## Investiční trojúhelník
Investiční trojúhelník je model investorské teorie, který vyjadřuje vztah mezi rizikem investice, její možností rychle proměnit aktiva v hotové peníze (likviditou) a výnosem. Investor se až na drobné výjimky pohybuje vždy mezi hranicemi tohoto trojúhelníka. Princip magického trojúhelníka říká, že není možné dosáhnout ideální investice (není možné získat maximální výnos v maximálně bezpečné investici, kterou bude možné okamžitě prodat a proměnit v hotové peníze). Při investování neexistuje situace, kdy investováním do určitého finančního produktu lze dosáhnout zároveň vysokého výnosu, nulového rizika a vysoké likvidity. Příslib vysokého výnosu s sebou obvykle nese vysoké riziko investice a někdy i nižší likviditu. Nízké riziko investice naopak velmi často znamená i nízký výnos.

## Alternativy podílových fondů
- Investiční fondy – Investiční fond je svým účelem podobný fondu podílovému. Hlavním rozdílem je to, že investiční fond je na rozdíl od podílového fondu subjektem s právní subjektivitou. Zpravidla se jedná o akciovou společnost, investor se nestává podílníkem, ale akcionářem. Tím nese veškerá rizika spojená s akciovou investicí. Majoritní ekonomickou činností tohoto subjektu je nákup a prodej cenných papírů.
- Individuální portfolia – Jedná se o alternativy pro investory s větším majetkem. Portfolio není sdružené ve fondu, ale jedná se o vhodně zvolenou kombinaci několika cenných papírů určených k přímým investicím (akcie, dluhopisy...) Správcem portfolia není investiční společnost, ale zpravidla investiční poradce, který pouze vydává doporučení pro investora.
- Investiční certifikáty a Exchange Traded Funds/ETF – moderní formy investování, jedná se o cenné papíry obchodovatelné na burze a mimoburzovním trhu. Výhodou mohou být nižší poplatky
- Bankovní produkty – spořicí účty, termínované vklady, vkladní knížky, depozitní certifikáty... výhodou je pojištění vkladů, nevýhodou je srážkové zdanění výnosu a netransparentní hospodaření banky s prostředky, většinou také nižší výnos